# The Accusation of Broncho Billy
The Accusation of Broncho Billy è un cortometraggio muto del 1913 interpretato e diretto da Gilbert M. 'Broncho Billy' Anderson.

## Trama
Broncho Billy, diventato proprietario del saloon nella cittadina mineraria di Big Horn City, diventa l'uomo di fiducia di tutti i minatori del territorio circostante. Quando in città arriva la notizia che la diligenza non passerà che il giorno seguente, i cercatori affidano il loro oro a Billy che lo chiude in una cassetta. Nella notte, Billy si alza dal suo letto: sonnambulo, apre la cassetta, prende l'oro e lo porta in una casa vicina, dove lo ripone dentro un barile. La mattina dopo, stupefatto, Billy non riesce a trovare più l'oro. Chiede aiuto allo sceriffo che lo chiude in cella per evitargli il linciaggio da parte dei minatori imbufaliti. Di notte, i derubati riescono a entrare nel carcere e sono pronti a impiccare il ladro quando, con stupore, si accorgono che lui si aggira addormentato nella cella.  Allora lo lasciano uscire, seguendo il sonnambulo fino al barile con l'oro: Broncho Billy, sempre dormendo, si riprende l'oro e lo riporta a casa, rimettendolo nella cassetta di metallo. Tutti capiscono di aver dubitato erroneamente del loro amico e, quando questi si sveglia, festeggiano con una grande bevuta al bar.

## Produzione
Il film fu prodotto dalla Essanay Film Manufacturing Company. Venne girato a Niles. Gilbert M. 'Broncho Billy' Anderson, fondatore della casa di produzione Essanay (che aveva la sua sede a Chicago), aveva individuato nella cittadina californiana di Niles il luogo ideale per trasferirvi una sede distaccata della casa madre. Niles diventò, così, il set dei numerosi western prodotti da Anderson.

## Distribuzione
Distribuito dalla General Film Company, il film - un cortometraggio in una bobina - uscì nelle sale cinematografiche USA il 15 aprile 1913.